# Cholas Trung cổ

Cường vực của Đế chế Chola dưới thời vua Rajendra Chola I c.1030.

Đế quốc Chola hay còn gọi là Triều đại Chola  là một đế chế Trung cổ nằm ở miền Nam Ấn Độ cai trị bởi Triều đại Chola. Vào đầu thế kỷ 11 đế quốc này bao gồm toàn bộ vùng miền nam và Đông nam Ấn Độ,một vài vùng ở Đông Nam Á.

## Chính trị
The Government of the Chola Empire was monarchical. The empire consisted of various principalities which acted as subordinates to the emperors, but still had some degree of autonomy.

## Ngoại thương
During the reign of Rajendra Chola I (i.e. 1016–1033 AD) and Kulothunga Chola I (i.e. in 1077 AD), commercial and political diplomats were sent to China.